# Рождественский, Константин Александрович
Константи́н Алекса́ндрович Рожде́ственский (7 [19] января 1882, Новый Урень, Симбирская губерния — 17 февраля 1938 или 29 декабря 1937, Ульяновск, Куйбышевская область) — священнослужитель Русской православной церкви, протоиерей.

## Биография
Родился 7 января 1882 года в Новом Урене Симбирской губернии, в семье священника.
С 10 апреля по ноябрь 1904 года служил псаломщиком в храме Рождества Богородицы села Полдомасово Ульяновской области.  С ноября 1904 по 1909 год Константин проходил военную службу. С 16 января 1909 по 12 марта 1915 года служил снова псаломщиком в Полдомасово. 17 января 1914 года был утвержден в должности псаломщика в Симбирске, в церкви при Симбирском арестантском отделении. С 12 марта 1915 по 18 июля 1918 года был псаломщиком в Симбирске, в Пантелеймоновской церкви в Тути. 18 июля 1918 года был хиротонисан во диакона и оставлен в приходе на должности псаломщика. С 29 июля 1918 года служил в Покровском храме в Новом Урене, который построил его отец Александр Николаевич. 1 мая 1922 года был хиротонисан во священника и до 4 ноября 1930 года служил в той же церкви. 
4 ноября 1930 года к Константину во время обедни в храме вошел человек в милицейской форме и арестовал священника по статье 58, п. 10 ч. 2, 58, п. 11 УК РСФСР. С 4 ноября 1930 по 27 июля 1931 года сидел в ульяновской тюрьме в отдельной камере, где на апрель 1931 года томилось уже 56 священнослужителей, священников и монахов. Затем с 1931 по 1936 годы он отбывал срок в Карелии в ИТЛ. Сначала в лагере он рубил лес, а когда он сломал себе ногу, стал уборщиком в бараке, по воскресеньям его без конвоя отпускали в соседнее село, в православный храм. В 1936 году его отпустили домой истощённым, с больными ногами. В декабре 1937 года тройка при УНКВД по Куйбышевской области его вновь арестовала, а уже 29 декабря приговорили к расстрелу, и по воспоминаниям родственников, его в тот же день расстреляли, но по документам, 17 февраля 1938 года.
Похоронили Константина где-то в Ульяновске.
В октябре 1989 года Рождественский был реабилитирован.